# Bezirksgericht Haslach

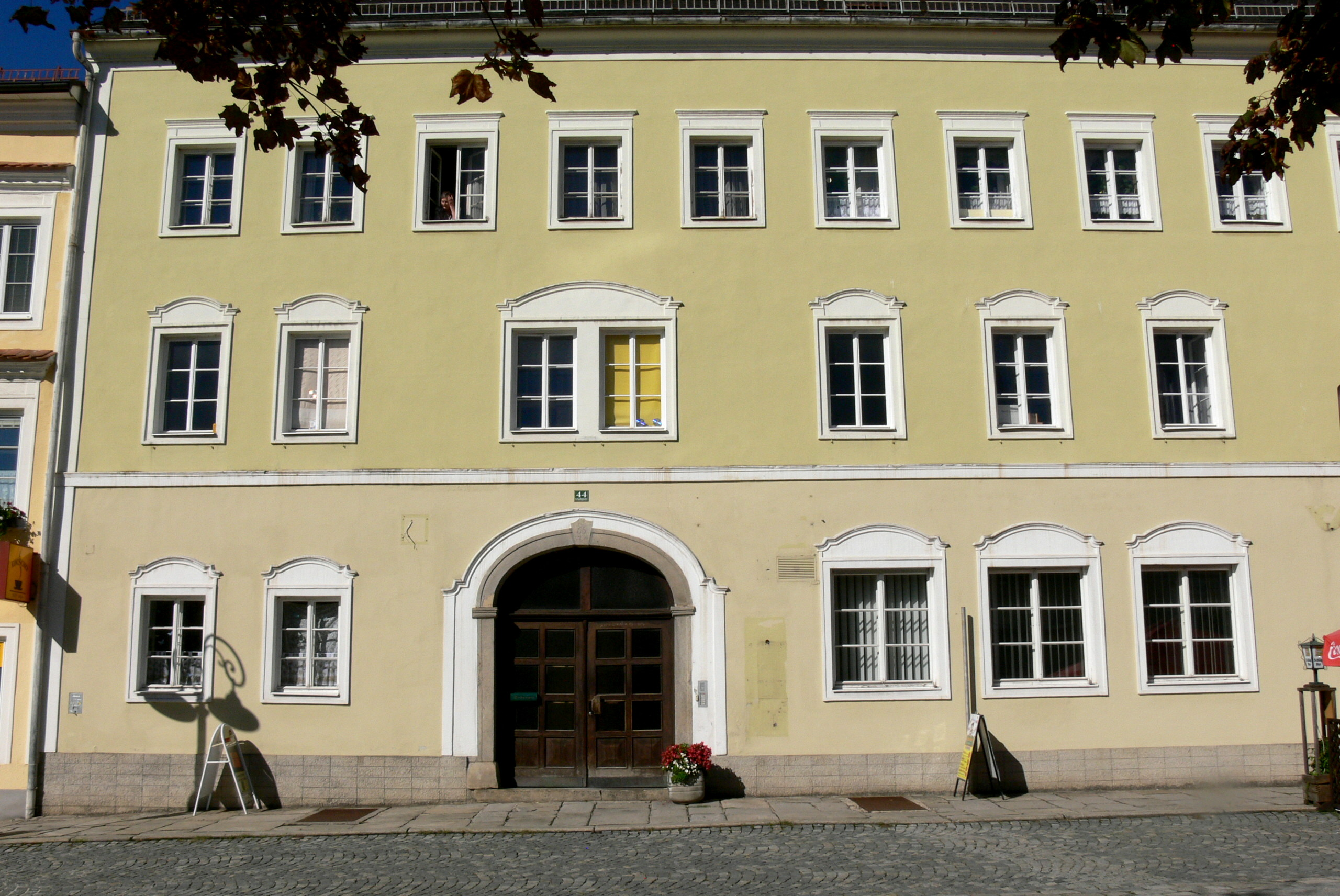
Ehemaliges Gerichtsgebäude

Das Bezirksgericht Haslach war ein Bezirksgericht in der Gemeinde Haslach an der Mühl, Bezirk Rohrbach (Oberösterreich). Das für den Gerichtsbezirk Haslach zuständige Bezirksgericht bestand von 1850 bis  1923. Das Gebäude des ehemaligen Bezirksgerichtes mit der Adresse Marktplatz 44 steht unter Denkmalschutz (Listeneintrag).

## Geschichte
Am 10. Mai 1850 wurden die bisherigen landesfürstlichen und Patrimonial-Gerichte durch einen Erlass des k.k. Oberlandesgerichtes Linz zur Übergabe der Justizgeschäfte an die neu bestellten landesfürstlichen Gerichten verpflichtet. Das neu geschaffene Bezirksgericht Haslach wurde mit der Aufnahme seiner Geschäfte per 8. Juni 1850 angewiesen, wobei es für den „Gerichtsbezirk Neufelden“, d. h. die nördlichen Teile der nun aufgelösten Landgerichte Haslach und Wachsenberg sowie für den Burgfried Tannbergschlag zuständig wurde. Beim Bezirksgericht Haslach handelte es zur Zeit der Gründung um ein Bezirksgericht II. Klasse. Dies bedeutete, dass für Vergehen als Strafgericht das übergeordnete Bezirks-Kollegial-Gericht Rohrbach zuständig war. Als Appell- und Spruchgericht, Civil-, Kollegial- und Handelsgericht für Neufelden diente wiederum das Landesgericht Linz. Das Bezirksgericht Haslach war bis zur Auflösung dem Landesgericht Linz unterstellt, wobei das Bezirksgericht per 31. Mai 1923 seine Tätigkeit einstellen musste.

## Bauwerk
Das Gebäude des ehemaligen Bezirksgerichtes ist ein ehemaliges Leinwandhändlerhaus, das urkundlich erstmals im Jahr 1740 belegt ist. 1850 wurde das Gebäude von der Gemeinde Haslach gekauft, 1864 wurde es zum Sitz des Bezirksgerichtes. Teile des Bauwerks stammen aus dem Ende des 16. Jahrhunderts, wobei das Gebäude später umgebaut und 1960 schließlich aufgestockt wurde. Im Zuge der Aufstockung kam es zudem zu einem Innenumbau und einer neuen Fassadierung. Das Gebäude ist ein breit gelagerter Bau mit einem Segmentbogenportal, das mit der Jahreszahl 1790 bezeichnet ist. Im Inneren findet sich eine tonnengewölbte Durchfahrt, ein ebenerdig kreuzgratgewölbter Raum auf toskanischer Mittelsäule sowie ein Kompartiment mit sternförmig geführten Graten aus der zweiten Hälfte des 16. Jahrhunderts.